# Institut für die Wissenschaften vom Menschen
O Institut für die Wissenschaften vom Menschen (IWM, Instituto de Ciências Humanas) é um instituto de estudos avançados na área das ciências humanas e sociais com sede em Viena, Áustria.

## História
Fundado em 1982, o Instituto promove o intercâmbio e o diálogo a nível internacional entre estudiosos e intelectuais de várias disciplinas, sociedades e culturas, sobretudo da Europa oriental e ocidental, contribuindo a debates sobre uma ampla gama de questões políticas, sociais, económicas e culturais.
Em 2025, o instituto foi declarado uma organização indesejável na Rússia.